# Příliv temnoty
Příliv temnoty je fantastický román Aarona Rosenberga. Román je vsazený do světa World of Warcraft od Blizzard Entertainment a převypravuje události z úspěšné strategické počítačové hry Warcraft II: Příliv temnoty (1995). Kniha byla uvedena na trh v původním anglickém znění v srpnu 2007. Do českého jazyka ji přeložili Lukáš a Marie Balabánovi.

## Shrnutí
Po zabití zkorumpovaného náčelníka Blackhanda se moci nad orkskou hordou ujímá Orgim Doomhammer. Odhodlaný získat svým lidem nový domov se vydává dobýt zbytek Azerothu. Anduin Lothar, rytíř padlého města Stormwind, opouští svou orky dobytou domovinu a vede přeživší uprchlíky přes moře k břehům Lordaeronu. S pomocí lordaeronského krále dává vzniknout alianci spojených lidských království. I to se však může ukázat být málo proti spojené moci orků. Elfové, trpaslíci i trollové se přidávají do vřavy mezi dvěma armádami utkávajícími se o vládu nad světem.

## Obsah
Příběh románu začíná ve světě Azerothu vyloděním lidských přeživších na pobřeží království Lordaeronu. Pod vedením rytíře Anduina Lothara, doprovázeného jeho přítelem, mágem Khadgarem, tito uprchlíci nalézají útočiště u Terenase Menethila, moudrého a charismatického lordaeronského krále, a varují ho před osudem, který stihl jejich město Stormwind. Orkská horda, hrozivá armáda válečníků z jiného světa, v čele s jejich novým náčelníkem Orgrimem Doomhammerem, Stormwind úspěšně dobyla a připravila mocný národ o krále. Král Terenas tato varování vyslyší a podle Lotharových rad svolá panovníky okolních lidských království. Setkávají se panovníci Lordaeronu, Stromgardu, Gilneasu, Kul Tirasu a Alteracu. Je uzavřeno spojenectví a vzniká Lordaeronská aliance, jejímž vedením je pověřen právě Lothar. Společně s národem elfů a řádem kouzelníků se Lordaeronská aliance staví postupující orkské hordě na odpor. Vypuká velkolepá a strašlivá válka, do níž jsou zapleteny všechny rasy a národy Azerothu. Armáda toužící po novém světě se střetne s armádou odhodlanou jejich svět ubránit. Orkové jsou oslabeni zradou ze svých řad. Černokněžník Gul'dan se rozhodne místo vítězství nad lidmi následovat vlastní sobecké cíle. Hnán touhou po moci, Gul'dan a jeho klan opouští bitevní pole a vydává se hledat ostatky padlého titána Sargerase, démonského vládce a ničitele světů zodpovědného za příchod orků na Azeroth. I přes svého taktického génia a nasazení zotročených rudých draků do boje proti lidem je Orgrim se svojí armádou nucen k ústupu a ztrátě dobytého území. Lidé tak do svých řad získávají i trpaslíky z klanů Wildhammerů a Bronzebeardů. S jejich pomocí se jim daří zahnat orky až k samému temnému portálu, z něhož orkové vstoupili na Azeroth, ne však před tím, než dojde k osudovému střetu mezi Lotharem a Orgrimem. Orkský náčelník vítězí, jeho radost nad jeho sokem však netrvá dlouho. Namísto zlomení jejich bojového ducha smrt padlého vůdce a hrdiny v lidech naopak jen ještě posílila odhodlání. Mladý Turalyon, jeden z prvních paladinů a Lotharova pravá ruka se chopí vedení a hnán spravedlivým hněvem a touhou po pomstě svého velitele vede armády aliance k vítězství. Mág Khadgar uzavírá temný portál, jedinou šanci orků na návrat do jejich domovského světa, a zdánlivě tak ukončuje orkskou hrozbu navždy.

## Dobro a zlo
Jedním z klíčových rozdílů mezi knihou a hrou je perspektiva dobra a zla. Jak sám autor poznamenává, na rozdíl od hry, jejíž události román vypráví, se Příliv temnoty zaměřuje rovným dílem na činy a myšlenky hrdinů na obou stranách. Čtenářům se dostává možnosti nahlédnout do myslí lidí i orků, porozumět jejich motivacím a více se s nimi ztotožnit. Svět Warcraftu tak s Přílivem temnoty přestává být čistě černobílý.

## Filmová adaptace
Na plátnech se v létě 2016 objevil film ze světa Warcraft: První střet. Mezi postavami jsou někteří hrdinové z knihy Příliv temnoty. Jmenovitě právě velitel armády lidí Anduin Lothar, orkský náčelník Orgrim Doomhammer a také lidský čaroděj Khadgar.